# Передовой полк

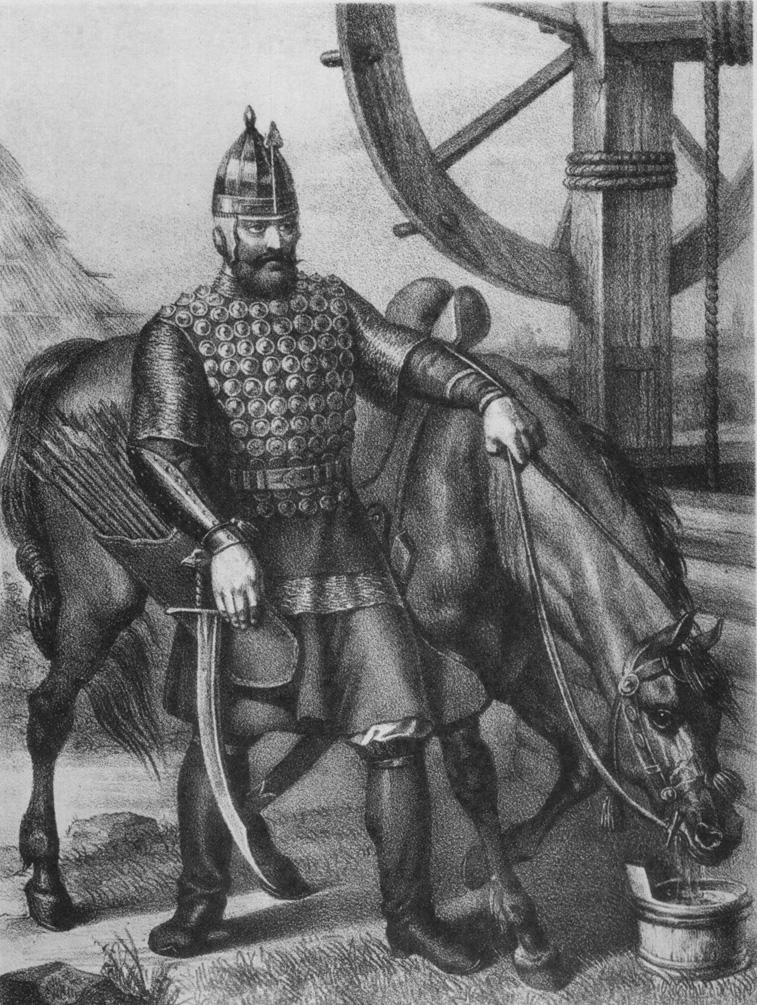
Русский ратник в куяке и шапке медяной
(снаряжение XIV — второй половины XVII столетия)

Передовой полк — элемент боевого порядка и организационно-тактическая единица средневекового русского войска, которая создавалась на время похода или войны в XIV—XVII веках.

## Исторический очерк
В отдельных случаях русские военачальники прибегали к организации передового полка задолго до XIV века в целях укрепления боевой устойчивости воинского построения и увеличения глубины боевого порядка. Для этого часть войск перед самым сражением выводилось в первую линию, которая должна была прикрывать главные силы с фронта. Примерами могут служить действия князя Игоря Новгород-Северского в сражении с половцами у реки Каяла в 1185 году или действия Александра Невского во время Ледового побоища.
Начиная со второй половины XIV века каждый полк русского войска приобрёл определённую тактическую специализацию. Например, передовой полк в начале сражения составлял первую линию, которая принимала на себя первый удар противника. В походном движении передовой полк выполнял функции авангарда и при встрече с противником завязывал боевые действия, обеспечивая прикрытие развёртывания главных сил для сражения и выгодные условия их ввода в бой.
Эволюция русской военной организации и возрастание численности вооружённых сил привели к тому, что начиная с конца XVI — начала XVII веков в войсках начали создаваться по несколько передовых полков, которые действовали каждый на своём направлении. С началом XVI века из структуры передовых полков выделилось особое легкоконное подразделение — ертаул. С конца XVII века термин «передовой полк» как элемент пятичленного боевого построения (см. полчный ряд) утратил своё былое значение, его последнее использование было зафиксировано в Северной войне.

## Общие положения
Способы организации, комплектования и командования передового полка не отличались от других структурных единиц русской армии. Как правило, передовой полк формировался на сборном пункте войска по разрядам (росписи). Численность его личного состава могла варьироваться в широких пределах (обычно — от полутора до 15 тысяч человек) в зависимости от целей и задач вооружённого конфликта.
Известны численности формирований царского большого полка (походных ратей) по данным разрядных росписей, проанализированных историком О. А. Курбатовым.
| Год разряда | Наименование полков Русской походной рати | Наименование полков Русской походной рати | Наименование полков Русской походной рати | Наименование полков Русской походной рати | Наименование полков Русской походной рати | Общая численность личного состава |
| Год разряда | Большой                                   | Правой руки                               | Передовой                                 | Сторожевой                                | Левой руки                                | Общая численность личного состава |
| 1558        | 15 сотен                                  | 10 сотен                                  | 8 сотен                                   | 8 сотен                                   | 6 сотен                                   | 47 сотен                          |
| 1572        | 2 905                                     | 2 240                                     | 2 040                                     | 1 713                                     | 1 351                                     | 10 249                            |
| 1604        | 4 097                                     | 2 888                                     | 2 521                                     | 2 015                                     | 1 600                                     | 13 121                            |